# Kościół św. Michała Archanioła w Klimkówce
Kościół św. Michała Archanioła w Klimkówce – rzymskokatolicki kościół parafialny zlokalizowany w centrum wsi Klimkówka (powiat krośnieński), nad potokiem Klimkówka. 

## Historia

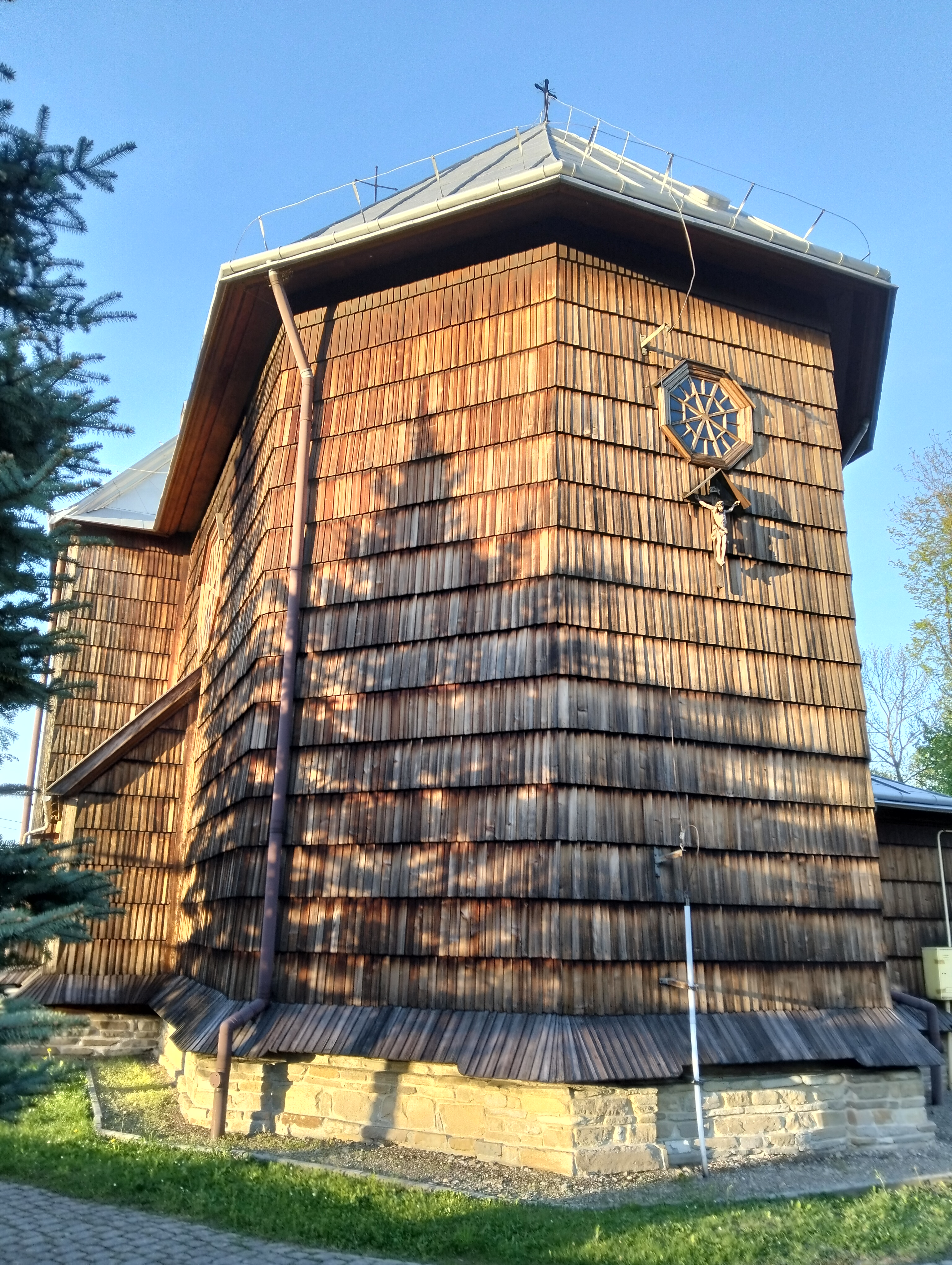
Widok od prezbiterium

### Pierwszy kościół
Pierwszy kościół został wybudowany we wsi w połowie XV wieku i był konsekrowany w 1453. Powstał on najprawdopodobniej z fundacji właściciela wsi – Andrzeja Sienińskiego herbu Dębno. O formie tej świątyni (rozebranej w połowie XIX wieku) nie dochowały się żadne wiążące przekazy. Konsekrował go biskup Mikołaj Błażejowski. Wezwanie św. Michała potwierdzały źródła z 1745. Przywilej erygujący parafię zaginął w XVI wieku, kiedy obiekt przeszedł w ręce arian (ówczesny właściciel wsi, Zbigniew Sienieński, był bratem polskim). Katolicy odzyskali swoją świątynię 16 stycznia 1567. 

### Drugi kościół
Drugi drewniany kościół zbudowano we wsi na przełomie XVI i XVII wieku. Fundatorem obiektu i jego wyposażenia był podkomorzy przemyski, Wojciech Bobola, właściciel lokalnych dóbr. Kościół obity był z zewnątrz gontami. Wnętrze wymalowano na granatowo. Posiadał drewniany chór i sześć okien, częściowo okratowanych. W pobliżu wejścia stała kropielnica z kamienia. Przed kościołem od północy stała drewniana dzwonnica, obita od wewnątrz tarcicami, a od zewnątrz gontami. Wisiały w środku trzy dzwony. Bogate, XVIII-wieczne wyposażenie zachowało się do dziś i wchodzi w skład obecnego. Wokół świątyni, od północy, rozciągał się cmentarz przykościelny, istniejący do około 1784. 

### Obecny kościół
Obecna drewniana świątynia (prezbiterium i nawa konstrukcji wieńcowej, natomiast wieża konstrukcji słupowej) pochodzi z 1854 (rozebrano wówczas drugi kościół). Budowniczym był miejscowy majster – Florian Wais, a kolatorem właściciel wsi, Józef Ostaszewski. Konsekrowano ją 5 czerwca 1869 (biskup Antoni Józef Manastyrski). Restauracja miała miejsce w 1898, kiedy to wymieniono pokrycie dachowe z gontowego na blaszane. W 1906 rozbudowano przyziemie wieży. Utworzono wówczas kruchtę z przedsionkami po bokach. Dobudowano w tym czasie również kruchtę od strony zachodniej ściany prezbiterium. W tym samym roku lwowski malarz, Tadeusz Popiel, wykonał secesyjną polichromię (ornament roślinno-geometryczny w jaskrawych barwach). 

## Architektura

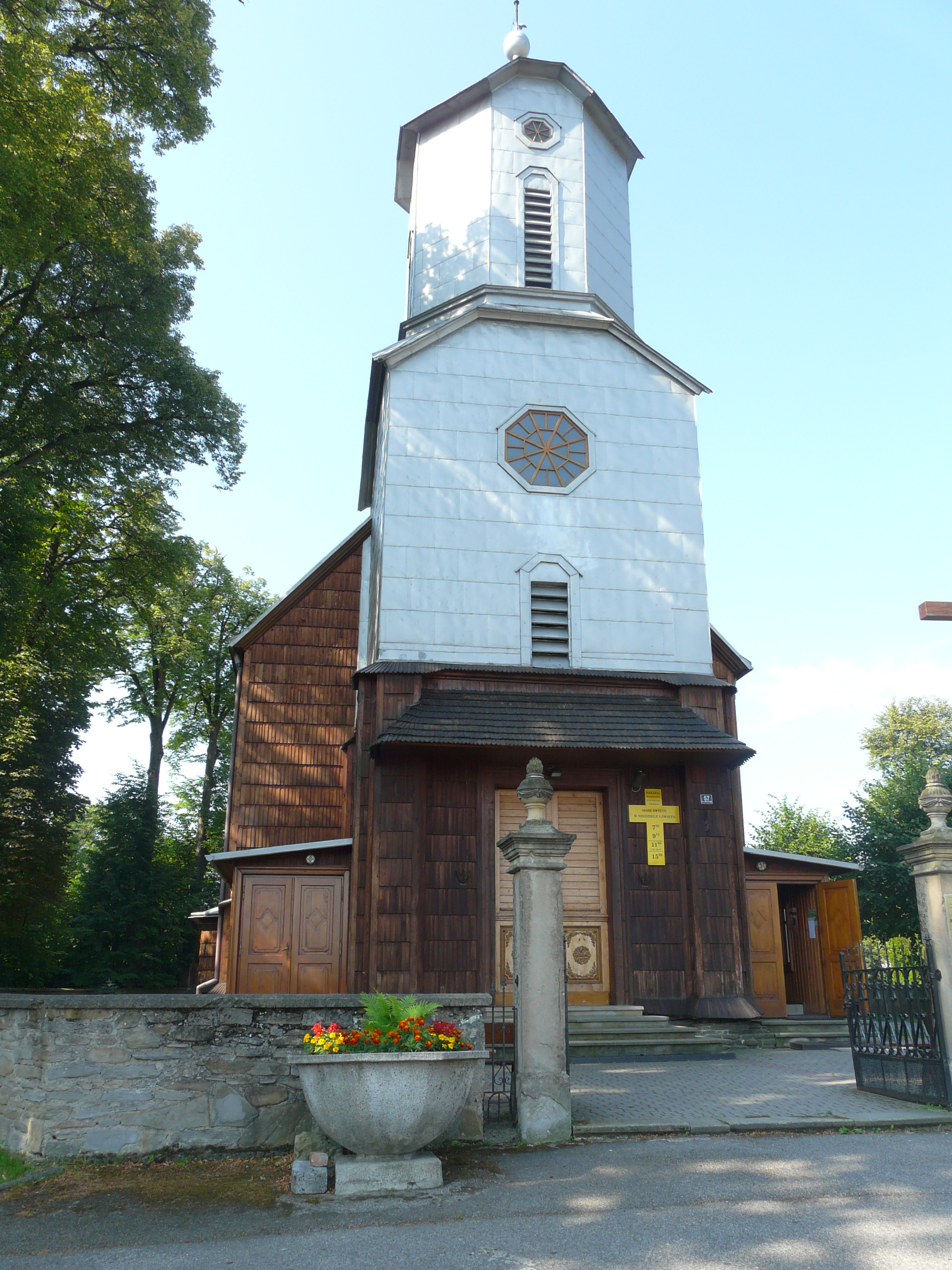
Widok przed remontem (2012)

Jednonawowy kościół jest drewniany, konstrukcji wieńcowej, posadowiony na podmurówce kamiennej, oszalowany gontami. Od wschodu przylega doń murowana zakrystia z 1876, natomiast od północy wieża konstrukcji słupowej, która w dolnej partii jest oszalowana deskami. Prostokątne prezbiterium jest od południa zamknięte trójbocznie.
Wyposażenie jest barokowe i pochodzi z fundacji Wojciecha Boboli z poprzedniego kościoła. Ołtarz główny powstał około 1700 (był odnawiany w latach: 1876, 1926 oraz 2010-2011).  Wisi w nim olejny obraz Matki Bożej Niepokalanie Poczętej naklejony na deski zaplecka niszy ołtarzowej. Na deskach widnieje napis: "A.D.1770/79?/ Memento R. Jacobini Wołczański", co upamiętnia lokalnego proboszcza z tamtych czasów. Na zasuwie ołtarzowej mieści się obraz św. Józefa z Dzieciątkiem. Ołtarz flankują figury św. Pawła i św. Piotra, które były uszkodzone w 1944 przez pociski artyleryjskie i zostały odnowione w 1963. Ołtarz wieńczy obraz św. Michała Archanioła i malowidła przedstawiające św. Wawrzyńca i św. Jana Bożego. Lewy ołtarz boczny mieści obraz olejny z 1859 autorstwa księdza Jana Zwolińskiego (Matka Boska Różańcowa z Dzieciątkiem). Prawy ołtarz boczny zawiera obraz Najświętszego Serca Pana Jezusa. Z poprzedniego kościoła pochodzi późnobarokowa chrzcielnica, rokokowa ambona (druga połowa XVIII wieku) oraz prospekt organowy z połowy XVIII wieku. Najstarszy i najcenniejszy obiekt wyposażenia to temperowy obraz Matki Boskiej Apokaliptycznej z 1529 na desce. Stanowi on pozostałość środkowej części późnogotyckiego tryptyku. Jest to najcenniejszy zabytek późnogotyckiego malarstwa tablicowego na Podkarpaciu. Dzwony (Totus Tuus, Święty Michał Archanioł i Święta Boża Rodzicielka) konsekrowano 16 grudnia 2020. Poprzednie zrabowali Niemcy podczas I oraz II wojny światowej (ostatnie z 1921 w 1941). Przed obecnymi w wieży wisiały dwa dzwony odkupione z opuszczonej cerkwi, w 2000 przekazane do innej świątyni.